# مهناز أفخمي
مهناز أفخمي (مواليد 14 يناير 1941) ناشطة إيرانية في مجال حقوق المرأة عملت في مجلس الوزراء الإيراني من عام 1976 حتى عام 1978. تعد مؤسسة شراكة التعلم النسائية ورئيستها والمديرة التنفيذية لمؤسسة الدراسات الإيرانية ووزيرة سابقة لشؤون المرأة في حكومة ما قبل الثورة الإيرانية. تعيش في المنفى في الولايات المتحدة منذ عام 1979.
كانت أفخمي مدافعة عن حقوق المرأة منذ سبعينيات القرن العشرين. أسست وترأست العديد من المنظمات الدولية غير الحكومية التي تركز على النهوض بوضع المرأة في إيران وفي وقت لاحق في جميع أنحاء العالم. ألقت محاضرات ونشرت على نطاق واسع حول الحركة النسوية الدولية وحقوق المرأة، والمرأة في القيادة والمرأة والتكنولوجيا، ووضع المرأة في المجتمعات ذات الأغلبية المسلمة، وحول مشاركة المرأة في بناء المجتمع المدني والدمقرطة. تُرجمت كتبها إلى عدة لغات ووُزعت عالميًا.

## النشاط

### القيادة والمشاركة السياسية
في عمر 17 عامًا، انضمت أفخمي إلى نقابة عمالية ونجحت في تحدي انتهاك حقوقها العمالية عندما سرحها صاحب العمل مؤقتًا ثم أعاد توظيفها لتجنب دفع راتبها في أثناء الإجازة التي حصلت عليها. تنسب الفضل إلى هذه الحادثة في منحها الإيمان بأن التنظيم قد يحدث تغييرًا اجتماعيًا.
في عام 1976، طُلب من أفخمي الانضمام إلى مجلس وزراء الحكومة الإيرانية وأصبحت وزيرةً لشؤون المرأة. لم يكن هذا المنصب موجودًا في إيران من قبل، والشخص الآخر الوحيد الذي شغل مثل هذا المنصب هو فرانسواز جيرو في فرنسا.
في عام 2001، نشرت أفخمي كتاب القيادة نحو الاختيارات: دليل التدريب على القيادة للنساء لتشجيع النساء على أن يصبحن قادة في أسرهن ومجتمعاتهن وبلدانهن. تُرجم إلى 20 لغة. في عام 2010، نشرت كتاب القيادة إلى العمل: دليل المشاركة السياسية للنساء. استُخدمت الأدلة المطبوعة للتدريب في جميع أنحاء العالم، إذ وصلت إلى الآلاف.
ظهرت أفخمي مع شقيقتها فرح أبراهيمي في مسلسل ديستينيشن أميريكا على قناة بّي بي إس عام 2005. في الوقت الذي أصبحت فيه أفخمي وزيرةً لشؤون المرأة، كانت أختها زعيمةً في الحركة الطلابية التي تطالب بالإطاحة بالشاه محمد رضا بهلوي.

### المساواة بين الجنسين
في عام 1969، بعد عامين من عودتها إلى إيران أستاذةً للأدب ورئيسة قسم اللغة الإنجليزية في الجامعة الوطنية في إيران، انجذبت أفخمي إلى الحركة النسائية الإيرانية وأسست جمعية النساء الجامعيات. في عام 1970، أصبحت الأمينة العامة لمنظمة نساء إيران. بقيت هناك لمدة عشر سنوات، عملت خلالها من أجل حقوق المرأة الإيرانية.
بينما كانت أفخمي وزيرةً لشؤون المرأة، منح التشريع الإيراني المرأة حقوقًا متساوية فيما يتعلق بالطلاق؛ إذ رفع الحد الأدنى لسن الزواج ودعم توظيف المرأة مع توفير إجازة الأمومة ورعاية الأطفال، وبُني بحسب قوانين الأسرة لعام 1967.
عملت أفخمي عضوًا في المجلس الأعلى لتنظيم الأسرة والرعاية الاجتماعية في إيران وفي مجلسي أمناء جامعة كرمان وجامعة فرح للنساء. كتبت أن «تمكين المرأة هو عملية ونهج شمولي يتضمن رفع الوعي وبناء المهارات وإصلاح القوانين غير العادلة التي تحد من تعليم المرأة وتوظيفها ومشاركتها في صنع القرار، وقبل كل شيء، فرصها في الاستقلال الاقتصاديۛ».

### المنفى والمشاركة في الحركة النسائية العالمية
عندما بدأت الثورة الإسلامية في إيران عام 1979، كانت أفخمي في الأمم المتحدة في نيويورك تتفاوض حول إنشاء معهد الأمم المتحدة الدولي للبحث والتدريب من أجل النهوض بالمرأة. وُجهت لها غيابيًا تهمة «الفساد في الأرض ومحاربة الله». لم تعد أبدًا إلى إيران، وعاشت في المنفى، رغم قولها إنها ترغب في العودة للمساعدة في إعادة بناء إيران إذا تغير نظامها السياسي.
ساهمت بمقالة «مستقبل في الماضي، الحركة النسائية قبل الثورة» في مختارات عام 1984، الأخوية النسائية عالمية: مقتطفات من الحركة النسائية الدولية، التي حررتها روبن مورغان.
في عام 1994، نشرت كتاب نساء في المنفى، وهو تصوير للنساء الناشطات في المنفى السياسي.

### الثقافة والإسلام وعالمية الحقوق
تعتقد أفخمي أن الدين لا يتعارض مع النسوية «لا ينبغي إجبار المرأة على الاختيار بين الحرية والله». مع ذلك، قد تشكل كل من الثقافة والدين مشكلة فيما يتعلق بحقوق المرأة: «يجب علينا طرح السؤال التالي: لماذا دائمًا يستند إنكار الحقوق الأولية للنساء في التعامل المدني إلى نقطة أساسية من الثقافة؟ هل هذه الثقافة حقيقية، أم أنها طقس يُستخدم ببساطة للحفاظ على بعض الامتيازات الاقتصادية أو الاجتماعية أو النفسية؟».
اتخذت موقفًا ضد النسبية الثقافية والاستثنائية الإسلامية، موضحةً بوضوح أن حقوق الإنسان عالمية ويجب أن تحل محل الأطر الدينية: «تكمن معضلة حقوق المرأة المسلمة في قلب الصراع -وهي تحديد ما إذا كانت النساء المسلمات يتمتعن بالحقوق لأنهن بشر، أم يتمتعن بالحقوق لأنهن نساء مسلمات».

### حركة المرأة الإيرانية
بالنظر إلى التغييرات التي حدثت في إيران قبل الثورة مباشرة، قالت أفخمي: «يبدو لي أن خطأنا الرئيسي لم يكن أننا لم نفعل أشياء وجب علينا فعلها. خطؤنا الرئيسي هو أننا خلقنا بيئة نمت فيها التناقضات المتعلقة بالحداثة والتقدم والمساواة وحقوق الإنسان، وخاصةً حقوق المرأة، وربما أدى رد الفعل على عملنا إلى فرض ضغط كبير على النسيج الاجتماعي في البلاد». دعمت علنًا حركة المليون توقيع الإيرانية لإنهاء القوانين التمييزية ضد المرأة من خلال الترويج لكتاب الناشطة الإيرانية نوشين أحمدي خراساني. تعتقد أفخمي أن الحركة تعد مرحلة جديدة ضمن قضية استمرت قرنًا من الزمان.

## سيرتها الذاتية
ولدت مهناز أفخمي في كرمان بإيران عام 1941، وهي الابنة الكبرى من بين ثلاثة أطفال. أمضت طفولتها المبكرة في كرمان، إيران، في مجمع يضم عائلة كبيرة ممتدة من المسلمين الشيعة الشيخيين. عندما كانت في الحادية عشرة من عمرها، طلقت والدتها والدها وانتقلا إلى الولايات المتحدة. التحقت لاحقًا بجامعة سان فرانسيسكو وجامعة كولورادو في بولدر.
في عام 1967، عادت مهناز إلى إيران أستاذةً للأدب في الجامعة الوطنية الإيرانية. عملت هناك حتى عام 1978. تعيش في الولايات المتحدة منذ ذلك الحين، مقيمةً في ولاية ماريلند مع زوجها غلام رضا أفخمي. لديهم ابن وحفيدين.